# Božo Musa
Božo Musa (Široki Brijeg, Bosnia, 15 de septiembre de 1988) es un futbolista bosnio nacionalizado croata. Juega de defensor en el N. K. Široki Brijeg de la Liga Premier de Bosnia y Herzegovina.

## Clubes
| Club                  | País                 | Año       | PJ  | Goles |
| --------------------- | -------------------- | --------- | --- | ----- |
| Croatia Sesvete       | Croacia              | 2009-2010 | 1   | 0     |
| H. N. K. Hajduk Split | Croacia              | 2011-2012 | 2   | 0     |
| N. K. Zagreb          | Croacia              | 2013-2016 | 72  | 1     |
| N. K. Slaven Belupo   | Croacia              | 2016-2019 | 100 | 0     |
| Miedź Legnica         | Polonia              | 2019-2021 | 44  | 2     |
| N. K. Široki Brijeg   | Bosnia y Herzegovina | 2021-     |     |       |